# Венац (хералдика)
У хералдици, венац представља две увијене траке које се налази на врху витешке кациге како би држали плашт. 
Као и плашт, парче заштитне тканине који витезу пада са кациге и преко врата, венац је приказан у две боје, основне боје грба. 
Венац је често представљао знак пажње, који је нека леди дала свом витезу када је одлазио у ратове, који би он увио и закачио на своју кацигу, прикривајући место где се челенка спаја са кацигом. 
- Грб Канаде